# Юнокоммунаровск
Юнокоммуна́ровск / Бу́нге (укр. Бу́нге) — город в Енакиевской городской общине Горловского района Донецкой области Украины. с 2014 года город контролируется подконтрольной России Донецкой Народной Республикой. До создания Горловского района в 2020 году был подчинён Енакиевскому городскому совету.

## Географическое положение
Расположен к югу от Волынцевского водохранилища, образованного рекой Булавинка (приток Крынки). Входит в Горловско-Енакиевскую агломерацию.
Соседние населённые пункты по сторонам света
С: Оленовка
СВ: Прибрежное, Булавинское
СЗ, З, ЮЗ: город Енакиево
Ю: Дружное, город Ждановка, Шевченко (Розовский сельсовет)
ЮВ: Малоорловка, город Кировское, Шевченко (Малоорловский сельсовет), Новоорловка
В: Славное

## История
Основан в 1908 году как шахтёрский посёлок, когда Русско-бельгийское металлургическое общество заложило шахту «Бунге» для снабжения углём Петровского металлургического завода.
В ноябре 1917 года здесь была установлена Советская власть.
В 1924 году шахте дали название «Юнком» («Юный Коммунар»). Так же стал называться и шахтёрский посёлок (посёлок имени Юных Коммунаров).
В 1965 году посёлок городского типа Юнокоммунаровское получил статус города Юнокоммунаровск. В 1974 году численность населения составляла около 21 тыс. человек, основой экономики являлась добыча каменного угля.
В сентябре 1979 года в шахте «Юнком» был произведён подземный ядерный взрыв (объект «Кливаж»).
В 1985 году здесь действовали три шахты «Орджоникидзеуголь» («Юный Коммунар», «Енакиевская», «Полтавская»), предприятия бытового обслуживания, ПТУ, шесть общеобразовательных школ, музыкальная школа, больница, Дворец культуры, две библиотеки и три клуба.
Согласно переписи населения в январе 1989 года численность населения составляла 20 743 человек, основой экономики оставалась добыча каменного угля.
В 2001 году шахта «Юнком» была закрыта как неперспективная, и в 2002 году — передана в ведение государственной компании «Укруглереструктуризация». В 2008 году было объявлено о намерении открыть здесь музей «Техноленд», который должен был начать работу к Евро-2012, но этот проект остался не реализованным.
С весны 2014 года контролируется подконтрольной России Донецкой Народной Республикой.
12 мая 2016 года Верховная Рада Украины присвоила городу название Бунге в рамках кампании по декоммунизации на Украине. 

## Население
Количество на начало года.
| Год  | Количество жителей |
| ---- | ------------------ |
| 1923 | 2926               |
| 1927 | 5187               |
| 1939 | 10663              |
| 1959 | 17669              |
| 1970 | 20622              |
| 1979 | 22501              |
| 1989 | 20743              |
| 1992 | 20600              |
| 1994 | 21000              |
| 1998 | 19100              |
| 2002 | 17813              |
| 2003 | 17314              |
| 2004 | 16915              |
| 2005 | 16508              |
| 2006 | 16127              |
| 2007 | 15756              |
| 2008 | 15404              |
| 2009 | 15096              |
| 2010 | 14839              |
| 2011 | 14570              |
| 2012 | 14375              |
| 2013 | 14154              |
| 2014 | 13945              |

## Экономика
Добыча каменного угля.

## Транспорт
Находится у железнодорожной станции Енакиево.
Существует регулярное автобусное сообщение с городом Енакиево (маршруты № 25 и 29). Так же через город пролегает маршрут № 26 «Енакиево — Кировское» .

## Социальная сфера
- 3 детских сада, 2 общеобразовательных школы, школа искусств, профессионально-техническое училище;
- поликлиника;
- дворец культуры, библиотека.